# Giuseppe Saronni
Giuseppe Saronni (* 22. září 1957 Novara) je bývalý italský cyklista. Největší úspěchy své kariéry zaznamenal na Giru d'Italia. Dvakrát se stal celkovým vítězem (1979, 1983), čtyřikrát vyhrál bodovací soutěž a vyhrál celkem 24 etap.
Saronni momentálně pracuje jako generální manažer UCI WorldTeamu UAE Team Emirates XRG.

## Kariéra
Saronni se stal profesionálem v roce 1977. Během své kariéry, která skončila v roce 1990, vyhrál 193 závodů. Jeho největším rivalem v Itálii byl Francesco Moser. Jejich rivalita byla podobná těm mezi Alfredem Bindou a Learcem Guerrou, nebo mezi Faustem Coppim a Ginem Bartalim. Zúčastnil se stíhacího závodu na LOH 1976.
V roce 1982 vyhrál Mistrovství světa v silniční cyklistice v anglickém Goodwoodu, kde porazil Američana Grega LeMonda a Ira Seana Kellyho. Jeho závěrečný sprint byl tak působivý, že se mu začalo říkat La fucilata di Goodwood - “střela z Goodwoodu”.  Předchozí rok získal stříbrnou medaili, když byl v Praze přesprintován Belgičanem Freddym Maertensem. V roce 1982 vyhrál Saronni také Giro di Lombardia.
Na začátku roku 1983 vyhrál Milán – San Remo díky pozoruhodnému útoku na stoupání Poggio. Navázal tak na 3 druhá místa za sebou z předchozích ročníků. Toto bylo Saronniho poslední významné klasikářské vítězství.

## Úspěchy

### Hlavní výsledky
1977
vítěz Giro del Veneto
vítěz Tre Valli Varesine
1978
Giro d'Italia
vítěz 2., 7. a 8. etapy
Tirreno–Adriatico
 celkový vítěz
vítěz prologu
vítěz Coppa Agostoni
vítěz Giro di Puglia
1979
Giro d'Italia
 celkový vítěz
 vítěz bodovací soutěže
vítěz 5., 8. a 19. etapy
Tour de Romandie
 celkový vítěz
vítěz 1. a 4. etapy
Grand Prix du Midi Libre
 celkový vítěz
vítěz Züri–Metzgete
vítěz Tre Valli Varesine
vítěz Trofeo Baracchi (společně s Francescem Moserem)
1980
 Národní šampion (silniční závod)
vítěz Valonského šípu
vítěz Tre Valli Varesine
vítěz Coppa Bernocchi
vítěz Trittico Lombardo
vítěz Giro di Puglia
Giro d'Italia
7. místo celkově
 vítěz bodovací soutěže
vítěz 1., 2., 3., 13., 17., 19. a 21. etapy
1981
Giro d'Italia
 vítěz bodovací soutěže
vítěz 3., 5. a 6. etapy
vítěz Giro di Romagna
vítěz Trofeo Laigueglia
vítěz Coppa Bernocchi
1982
 mistr světa v silniční cyklistice
Tour de Suisse
 celkový vítěz
vítěz 1. etapy
Tirreno–Adriatico
 celkový vítěz
vítěz 1. a 2. etapy
Giro del Trentino
 celkový vítěz
vítěz 3. etapy
Giro d'Italia
vítěz 2., 10. a 22. etapy
vítěz Giro di Lombardia
vítěz Milán–Turín
vítěz Coppa Agostoni
1983
Giro d'Italia
 celkový vítěz
 vítěz bodovací soutěže
vítěz 4., 13. a 16. etapy
Vuelta a España
vítěz 9. a 10. etapy
vítěz Milán – San Remo
1984
Kolem Norska
vítěz 3. a 5. etapy
1985
Giro d'Italia
vítěz 3. a 16. etapy
1986
vítěz Trofeo Baracchi (společně s Lechem Piaseckým)
1988
vítěz Tre Valli Varesine
vítěz Giro di Puglia

### Výsledky na Grand Tour
| Grand Tour      | 1978 | 1979 | 1980 | 1981 | 1982 | 1983 | 1984 | 1985 | 1986 | 1987 | 1988 | 1989 | 1990 |
| --------------- | ---- | ---- | ---- | ---- | ---- | ---- | ---- | ---- | ---- | ---- | ---- | ---- | ---- |
| Giro d'Italia   | 5    | 1    | 7    | 3    | 6    | 1    | 16   | 15   | 2    | DNF  | 27   | 75   | 45   |
| Tour de France  | —    | —    | —    | —    | —    | —    | —    | —    | —    | DNF  | —    | —    | —    |
| Vuelta a España | —    | —    | —    | —    | —    | DNF  | DNF  | —    | —    | —    | —    | DNF  | DNF  |

| —   | Nezúčastnil se |
| DNF | Nedokončil     |